# Lena Horne
Lena Calhoun Horne (ur. 30 czerwca 1917 na Brooklynie, zm. 9 maja 2010 na Manhattanie) – amerykańska śpiewaczka, aktorka filmowa.
Występowała głównie z muzykami jazzowymi (m.in. Duke Ellingtonem), jednak mimo poruszania się w repertuarze jazzowym nie improwizowała. Była pierwszą Afroamerykanką, która podpisała w Hollywood długoletni kontrakt filmowy (debiutowała w 1943 rolą w Stormy Weather). Zmarła po ciężkiej chorobie 9 maja 2010 w wieku 92 lat.

## Filmografia
- 1943: Chata w niebie
- 1946: Burzliwe życie Kerna